# Trigrad
Trigrad (Bulgaars: Триград) is een dorp in het zuiden van Bulgarije. Het dorp is gelegen in de gemeente Devin in de oblast Smoljan. Het dorp ligt hemelsbreed ongeveer 26 km ten noordwesten van de regionale hoofdstad Smoljan en 149 km ten zuidoosten van Sofia.

## Bevolking
Op 31 december 2020 telde het dorp Trigrad 492 inwoners. Het aantal inwoners vertoont al sinds de val van het communisme in 1989 een dalende trend.
| Bevolkingsontwikkeling tussen 1934 en 2020          |
| --------------------------------------------------- |
|                                                     |
| Bron: Nationaal Statistisch Instituut van Bulgarije |

In het dorp wonen nagenoeg uitsluitend etnische Bulgaren. In de optionele volkstelling van 2011 identificeerden 362 van de 412 ondervraagden zichzelf als etnische Bulgaren. 50 ondervraagden hebben een andere etniciteit aangegeven, terwijl 250 inwoners niet werden ondervraagd.
| Etnische samenstelling van de respondenten (2011) | Etnische samenstelling van de respondenten (2011) | Etnische samenstelling van de respondenten (2011) | Etnische samenstelling van de respondenten (2011) | Etnische samenstelling van de respondenten (2011) |
| ------------------------------------------------- | ------------------------------------------------- | ------------------------------------------------- | ------------------------------------------------- | ------------------------------------------------- |
|                                                   |                                                   |                                                   |                                                   |                                                   |
| Bulgaren                                          | Bulgaren                                          |                                                   | 87,9%                                             | 87,9%                                             |
| Turken                                            | Turken                                            |                                                   | 0,0%                                              | 0,0%                                              |
| Roma                                              | Roma                                              |                                                   | 0,0%                                              | 0,0%                                              |
| Anders/Onbekend                                   | Anders/Onbekend                                   |                                                   | 12,1%                                             | 12,1%                                             |

Van de 662 inwoners die in februari 2011 werden geregistreerd, waren er 65 jonger dan 15 jaar oud (9,8%), gevolgd door 449 personen tussen de 15-64 jaar oud (67,8%) en 148 personen van 65 jaar of ouder (22,4%).

## Afbeeldingen

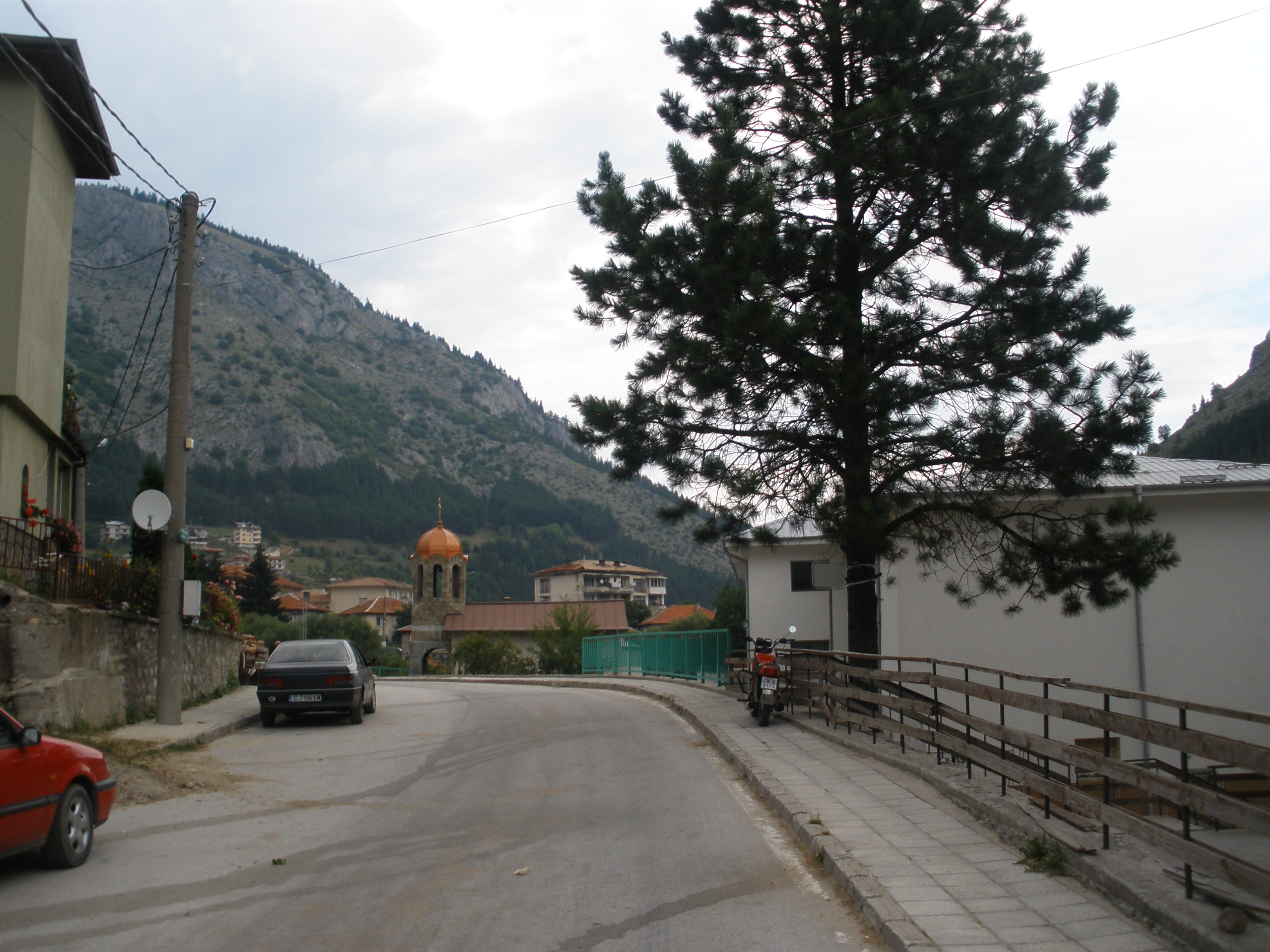
De kerk van het dorp
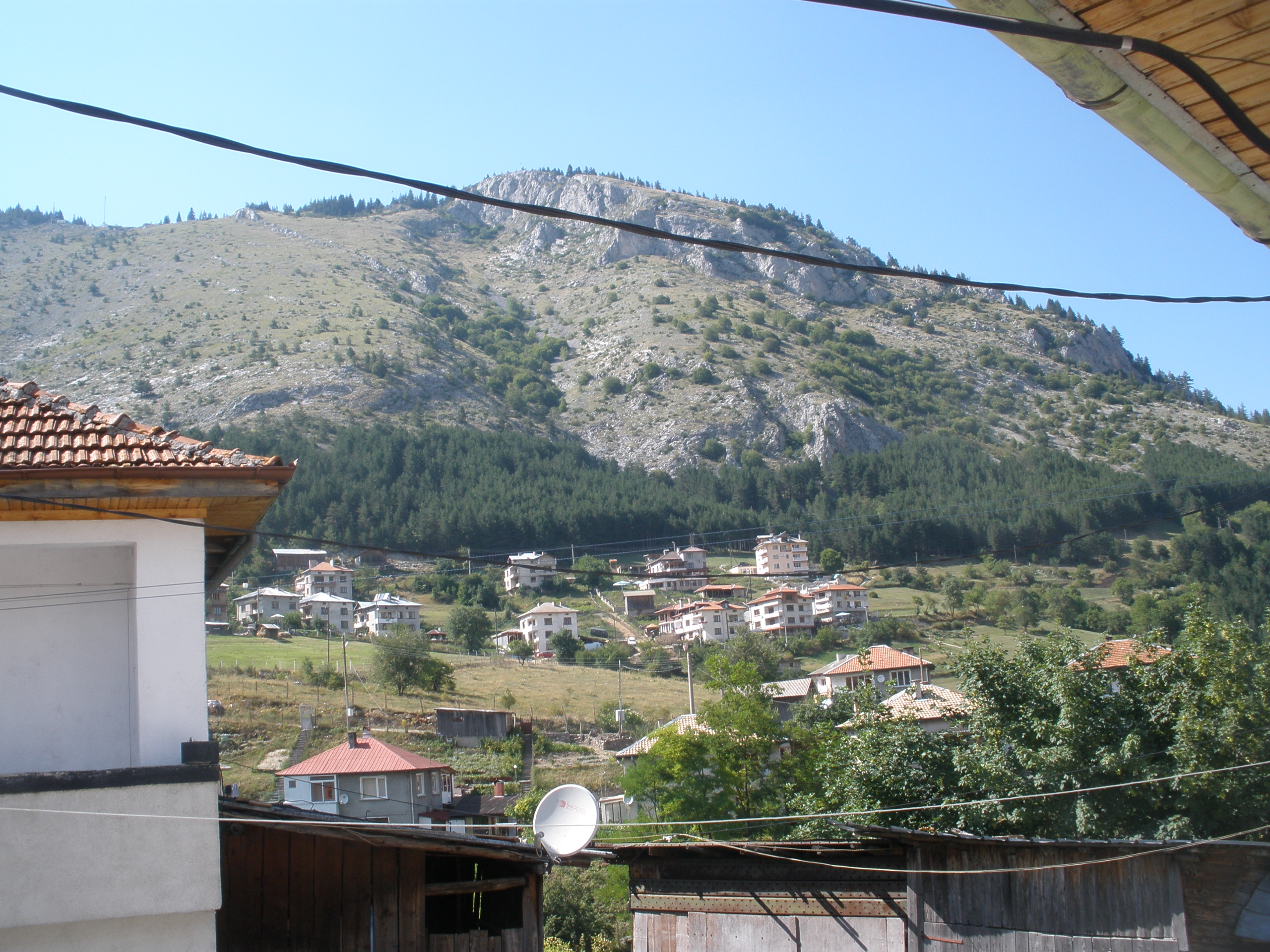
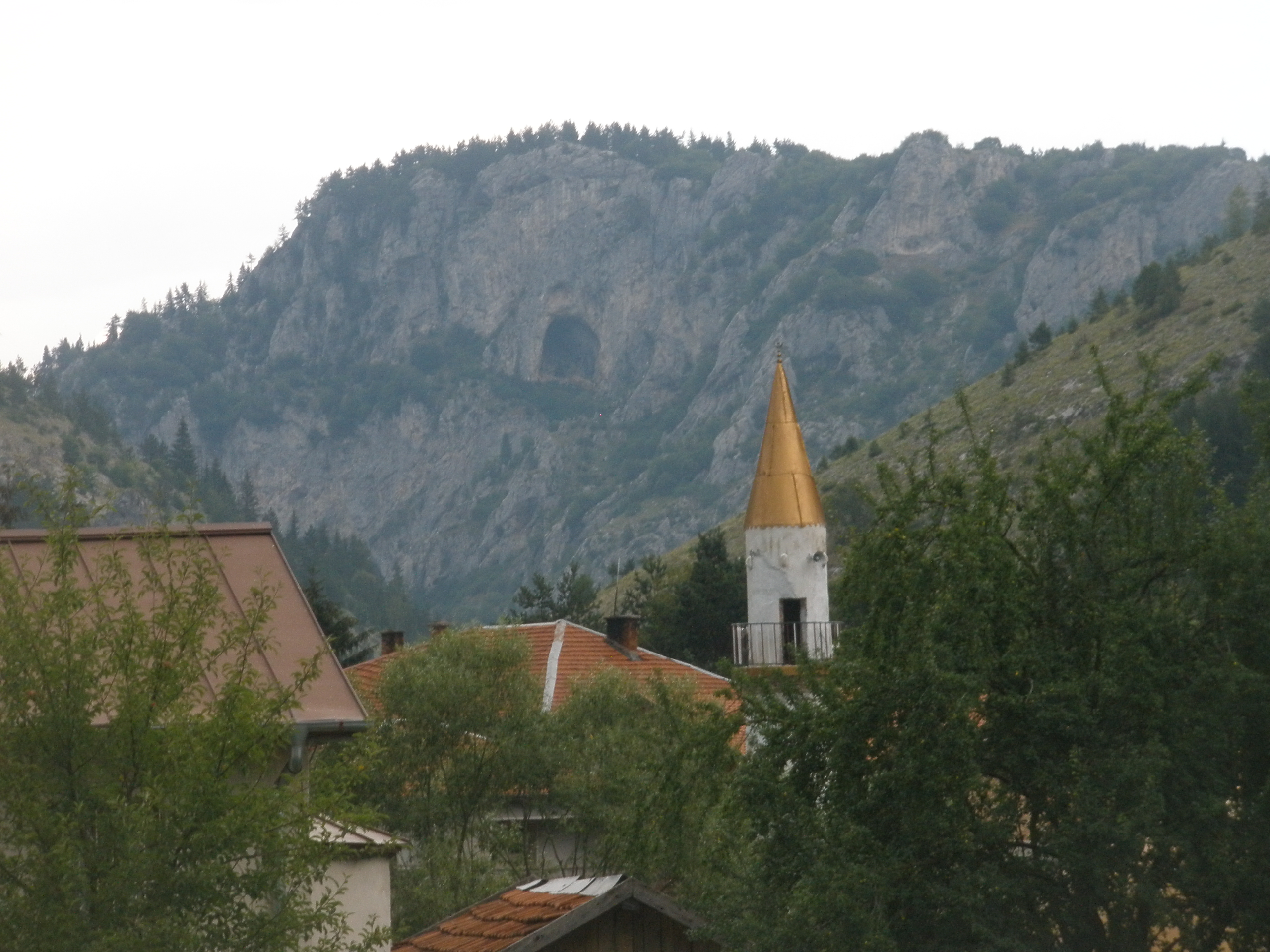
Minaret van de moskee
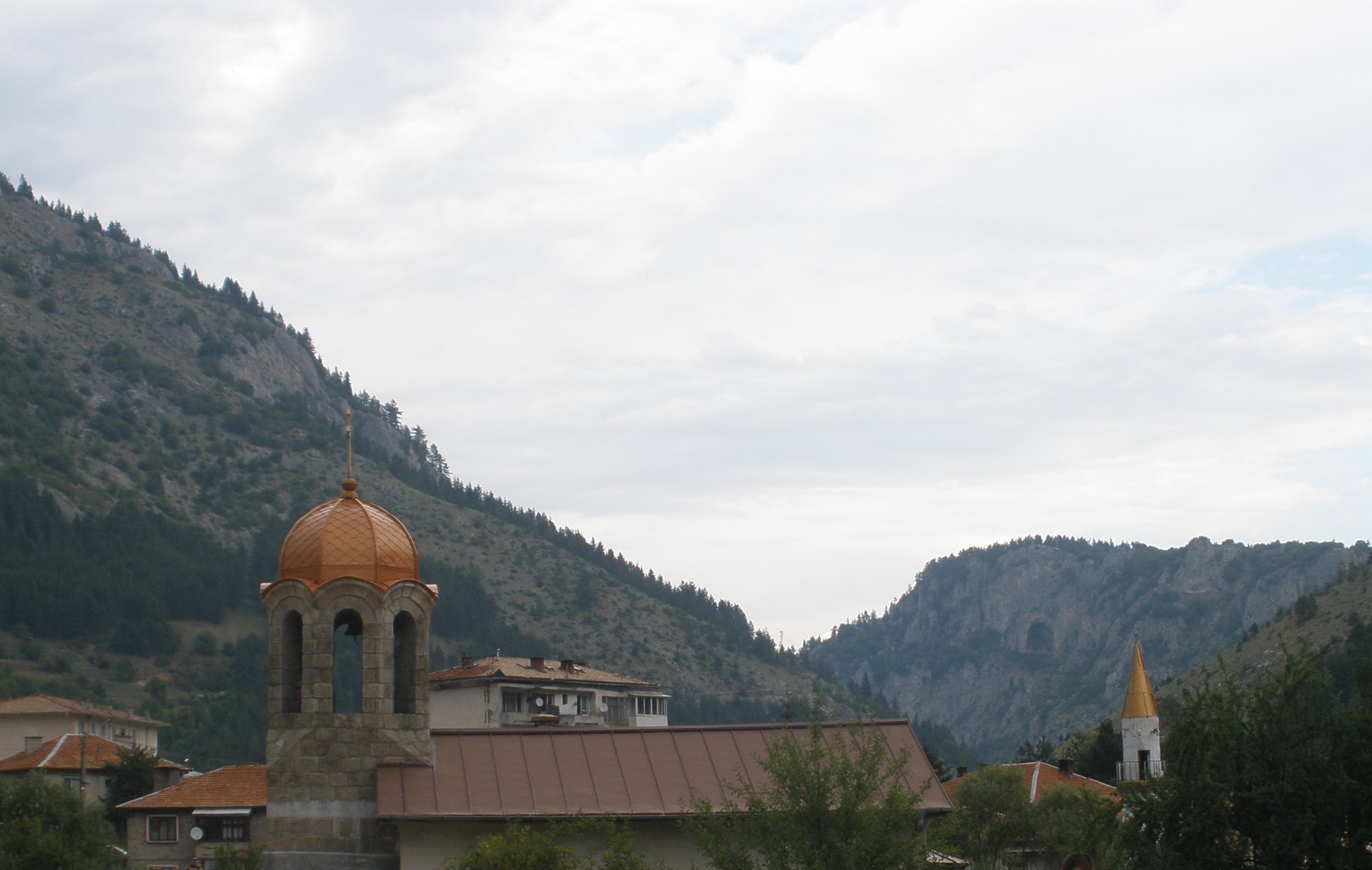
Kerk en moskee
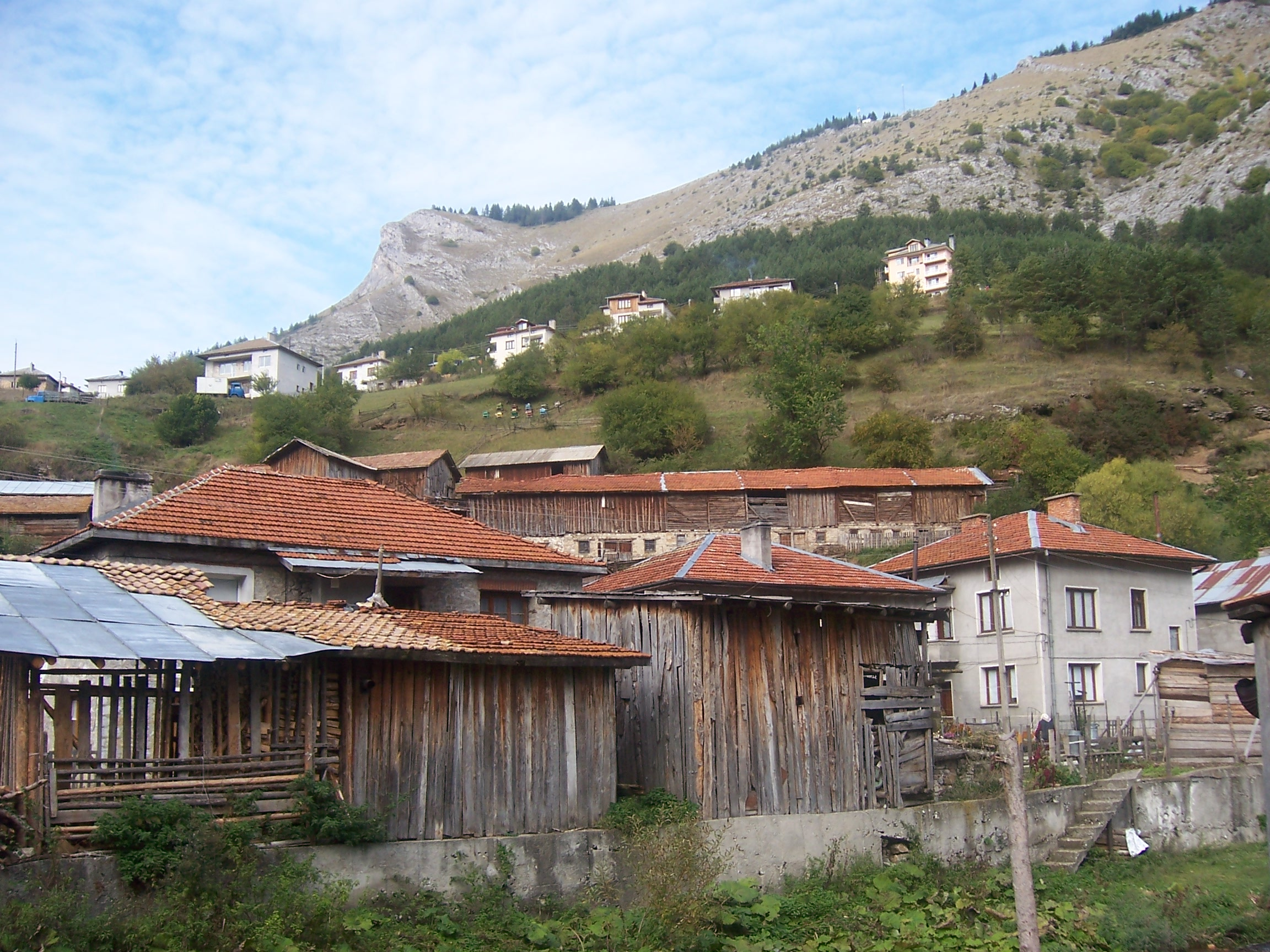
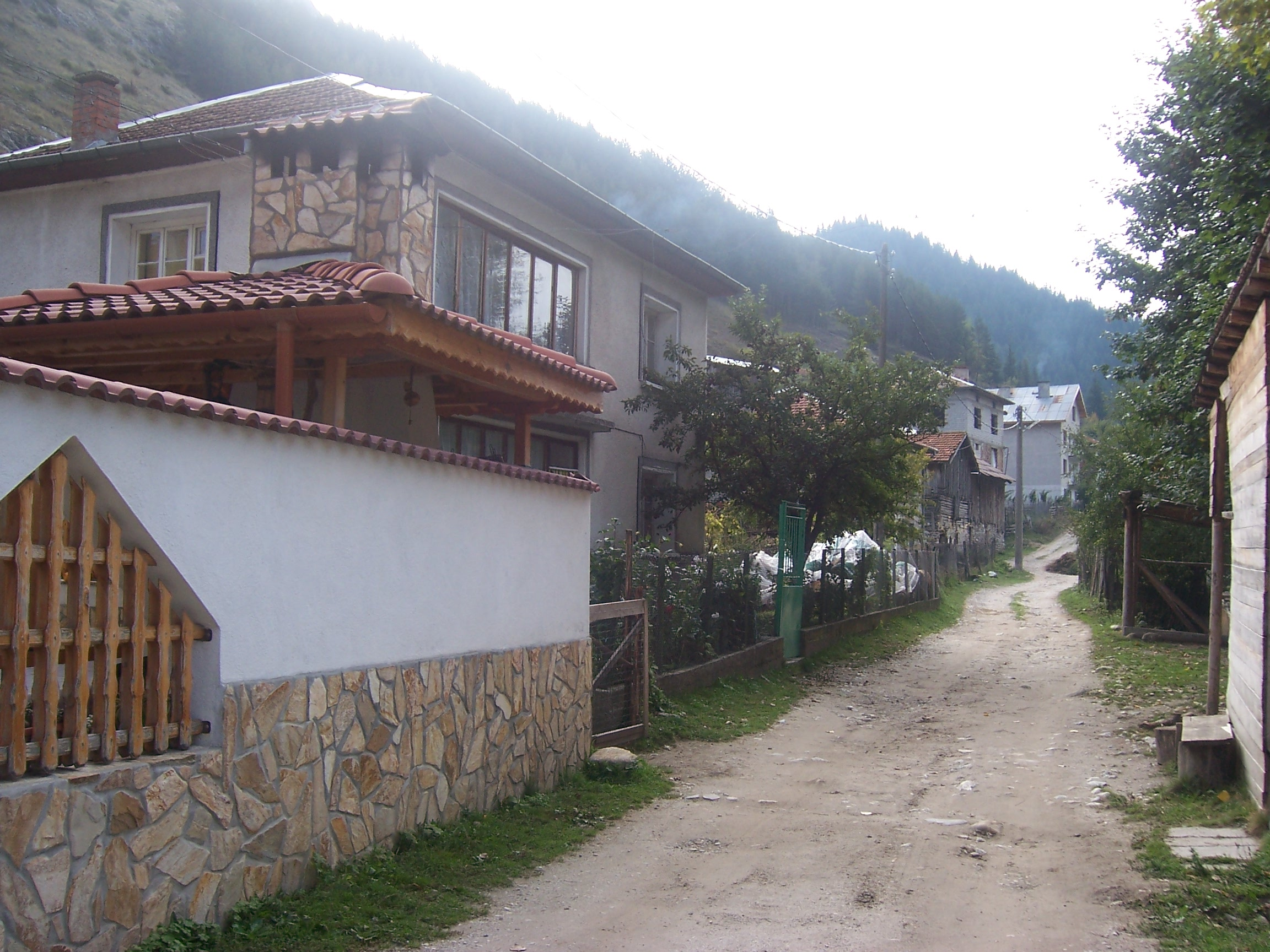
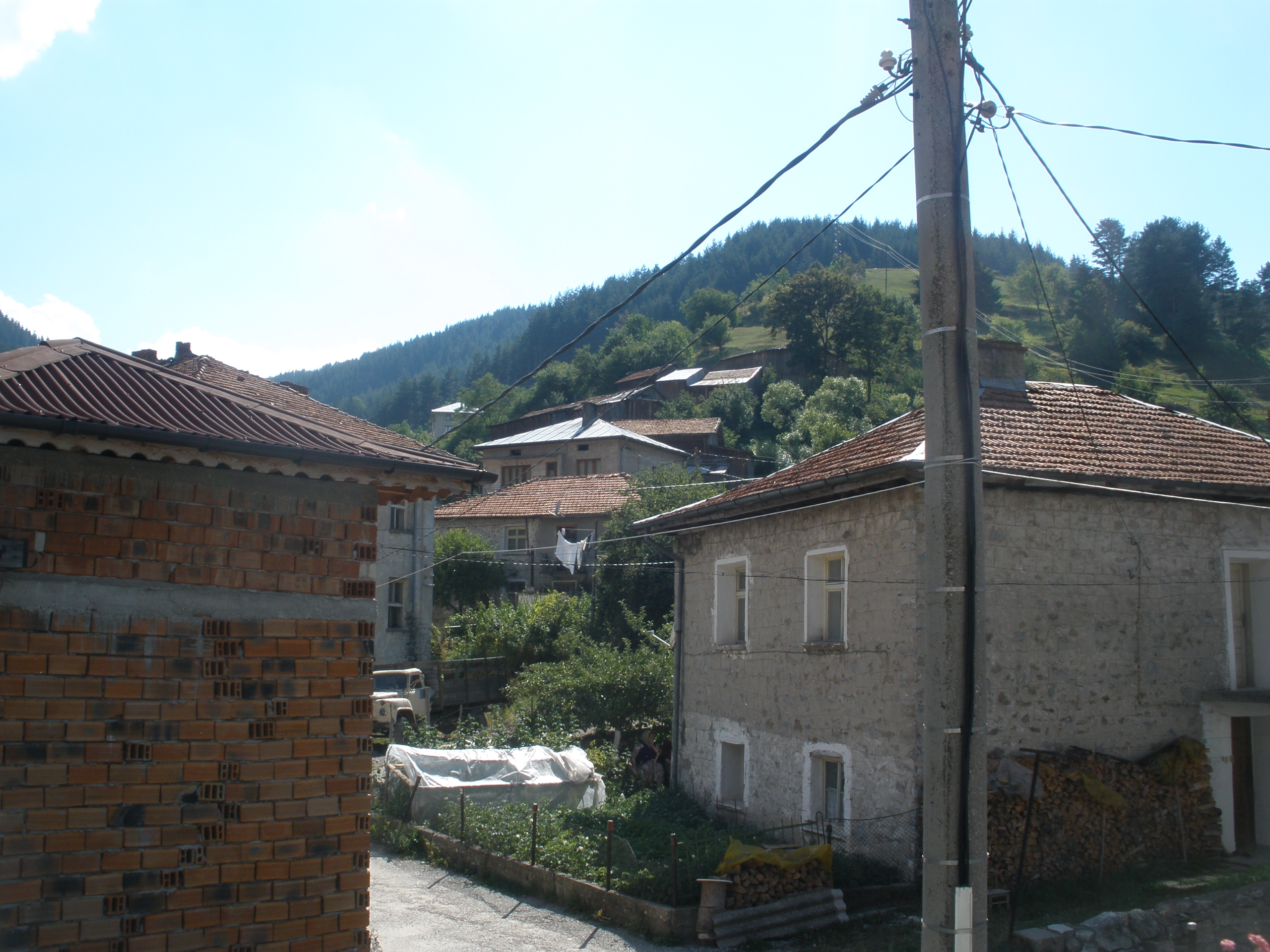
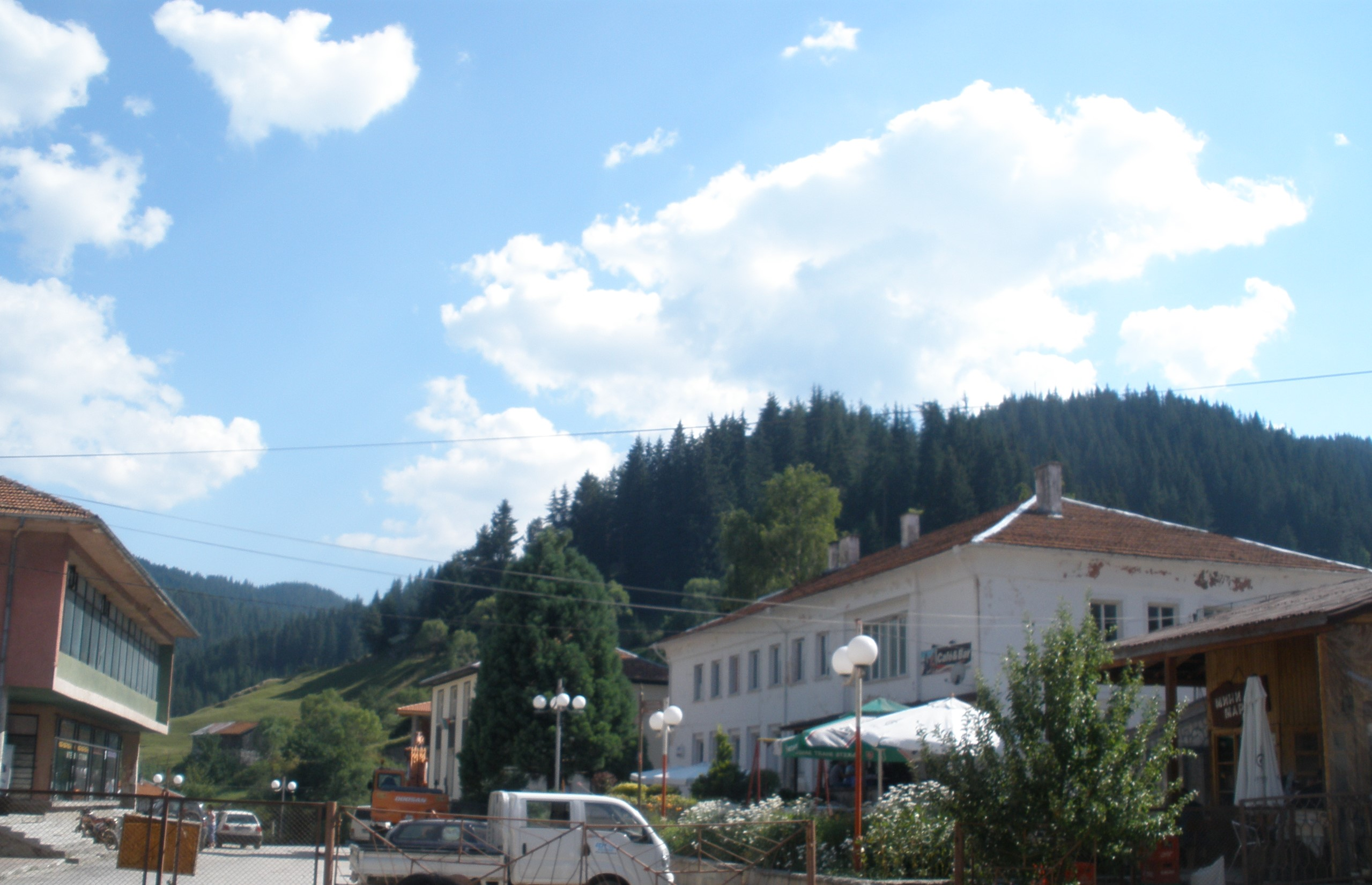
Het straatbeeld
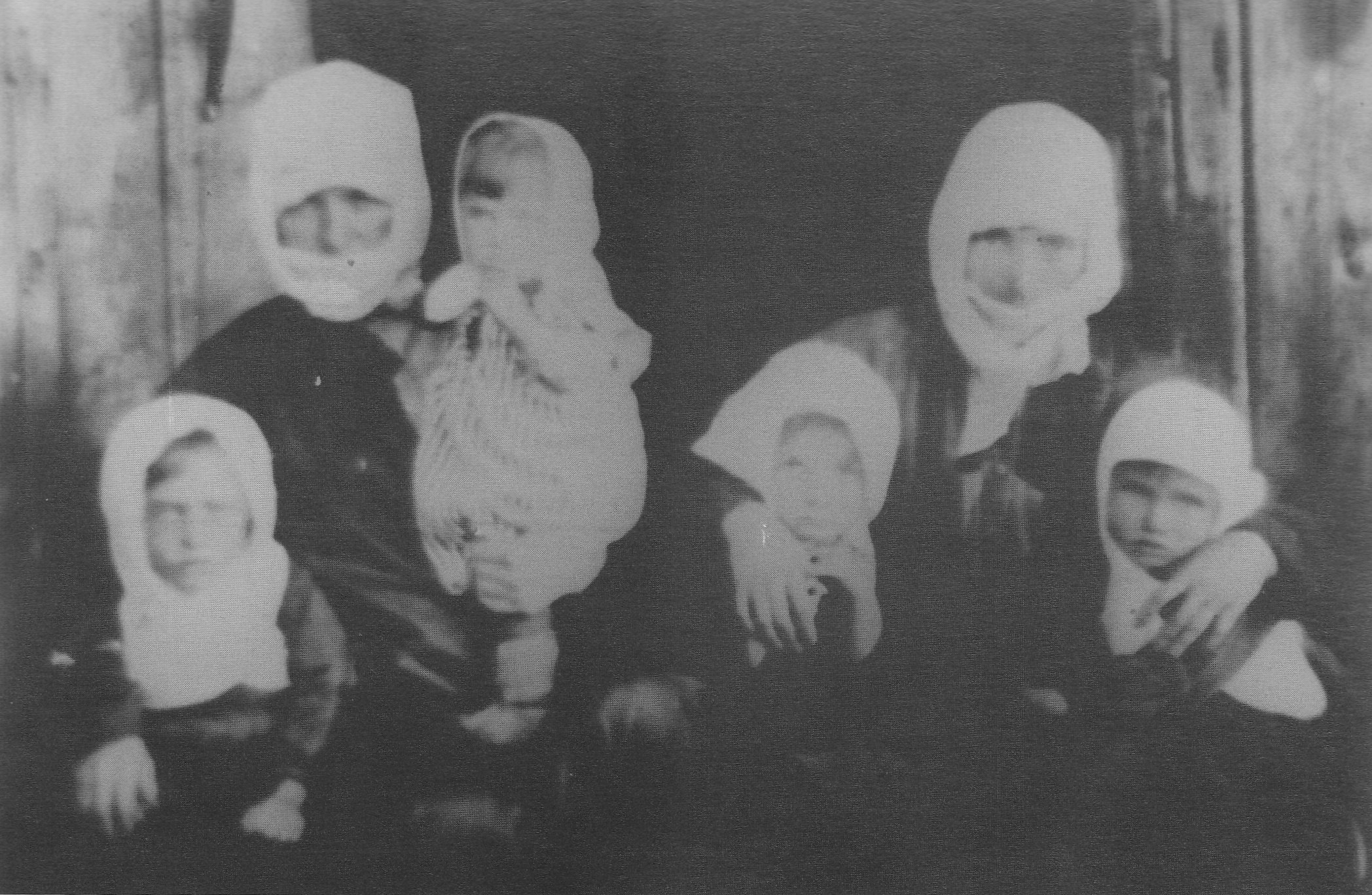
Bulgaarse moslimvrouwen uit het dorp Trigrad (c. 1928)